# アンデス25

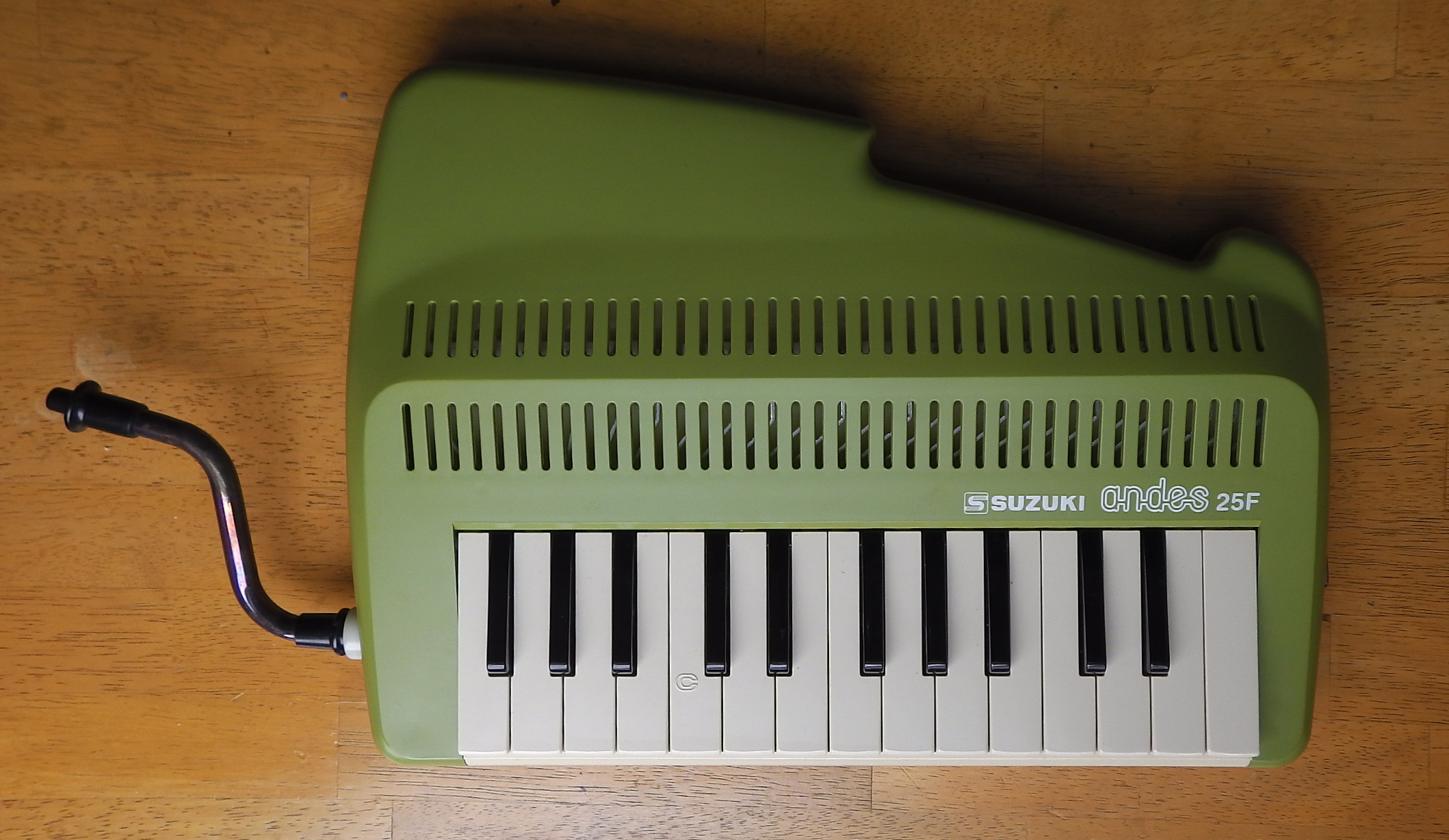
アンデス 25 F　緑色タイプ

アンデス (andes) は、鈴木楽器製作所が製造し販売している鍵盤吹奏笛である。

## 概要

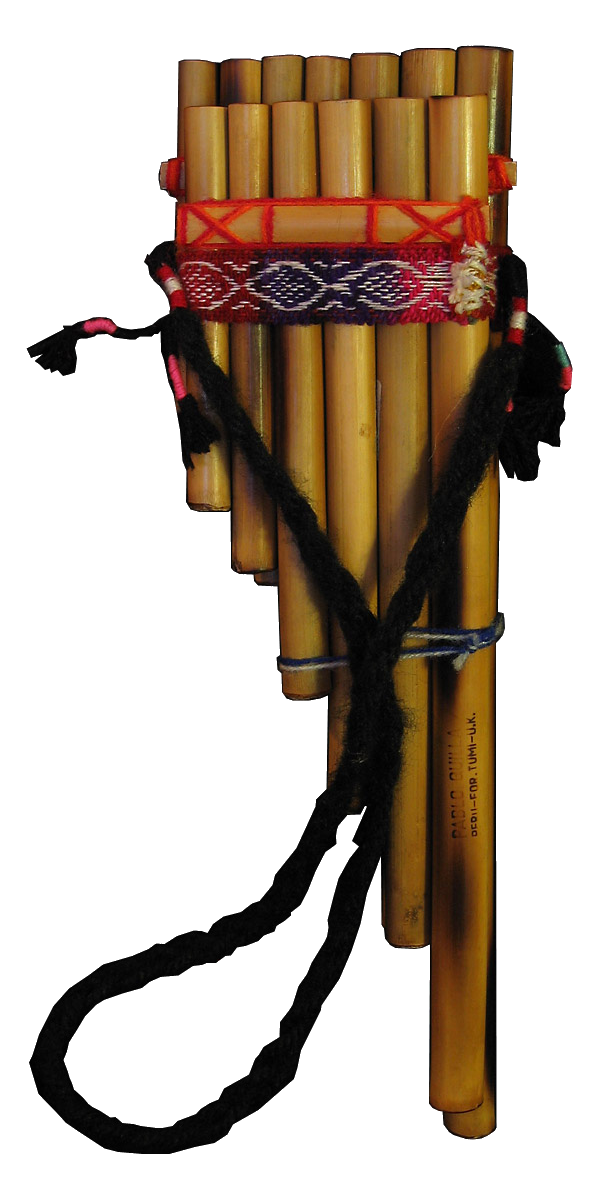
アンデスのパンパイプ「サンポーニャ」

鈴木楽器製作所が開発・発売した鍵盤笛の一種である。
商品名「アンデス」の命名の由来は、特徴的な癒し系のほのぼのした音色が、南米のアンデス地方を彷彿させることから。

### 構造
鍵盤は全部で25音あり、F5からF7の音域を演奏することができる。外観や演奏方法は鍵盤ハーモニカに類似するが、発音原理と音色が異なり、各鍵盤ごとに連動した閉管の笛を内蔵している。そのためパンパイプと同様、低音部ほど奥行きが長くなっている。

### 奏法と特徴
鍵盤楽器でありながら、笛と同様に息を吹き込む加減で音程を微妙にずらすなど繊細でメリハリのきいた表現が可能である。また笛と違い、和音をかなでたり、一人で旋律と伴奏を同時に演奏することも可能であるなど、表現力が豊かな楽器である。
演奏の姿勢や運指法は鍵盤ハーモニカと似ており、ホース状の管を吹き口につけて楽器をテーブルの上に置いて鍵盤を見ながら弾く「卓奏」も、金属製のパイプを吹き口にとりつけての「立奏」も可能である。

### 初代の発売から復刻まで
最初は1985年に発売されたが、間もなく製造中止となった。理由は、教育楽器として児童が吹奏するには息や音程のコントロールが難しく予想ほど売れなかったこと、同社のメロディオンと競合する可能性があったこと、などである。その一方、ヴァイオリニストで作曲家の中西俊博など一部の音楽家は、アンデスの繊細で独特な音色を評価して使い続けた。
1995年、栗コーダーカルテットの栗原正己は、音楽劇『銀河鉄道の夜』で中西俊博の演奏を聞き、初めて「アンデス」という楽器の存在を知り衝撃を受けた。栗原は1998年に「アンデス」を入手して、自分たちの音楽活動でも活用。これを皮切りに、幻の楽器だった「アンデス」が世に知られるようになり、鈴木楽器製作所に入手の問い合わせが相次ぐようになった。廃棄寸前になっていた金型は修復され、2007年についに復刻販売(アンデス25F)を果たした。

## 器種
アンデス25（原型、生産中止）
設計担当は澤野喜之(鈴木楽器製作所・開発部アコースティック課課長)
アンデス25F（復刻版）
設計担当は成田賢哉(鈴木楽器製作所・開発部アコースティック課）